# Кадете, Жорже
Жо́рже Па́улу Каде́те Са́нтуш Рейш (порт. Jorge Paulo Cadete Santos Reis; родился 27 августа 1968 года в городе Пемба, Мозамбик) — португальский футболист, нападающий, известный по выступлениям за «Спортинг», «Селтик» и сборную Португалии. Участник Чемпионата Европы 1996 года в Англии.

## Клубная карьера
Кадете начал карьеру в молодёжной команде клуба «Академика Сантарем». В свои пятнадцать он забил 43 в 18 матчах и был приглашён в футбольную академию лиссабоского «Спортинга». В 1987 году Кадете дебютировал в Сангриш лиге и в первом сезоне принял участие в 6 встречах. В 1987 году он на правах аренды он перешёл в «Виторию Сетубал». В сезоне 1992/1993 Кадете с 18 голами стал лучшим бомбардиром чемпионата Португалии. В 1995 году он помог «Спортингу» завоевать Кубок Португалии. В сезоне 1994/1995 Жорже Кадете выступал на правах аренды за итальянскую «Брешию».
В апреле 1996 года после долгих переговоров по продлению контракта со «Спортингом», стороны не пришил к компромиссу и Кадете подписал контракт с шотландским «Селтиком», как свободный агент. Он дебютировал с шотландской Премьер лиге, выйдя на замену в матче против «Абердина» и смог забить свой первый гол за новый клуб уже с дебютном матче. С голландцем Пьером ван Хойдоноком и итальянцем Паоло Ди Канио он они образовали одно из самых грозных связок шотландского первенства и получили прозвище «Три Амиго». В следующем сезоне Кадете стал лучшим бомбардиром Премьер лиги забив 33 гола в 44 матчах, причем ни разу не отличившись с пенальти. По окончании сезона он покинул команду ссылаясь на сложную адаптацию с условиям жизни в Шотландии.
Новый сезон Кадете начал в Ла Лиге в клубе «Сельта». В Испании он провёл один сезон и уже в январе вернулся на родину в «Бенфику». В новом клубе он воссоединился со своим партнером по «Селтику» Пьером ван Хойдонком. В начале 2000 года Кадете перешёл на правах аренды в английский «Брэдфорд Сити». В матче против «Астон Виллы» он дебютировал в Премьер-лиге. За клуб он провёл всего 7 матчей и вскоре вернулся в Португалию, но вновь был отдан в аренду в «Эштрелу». Руководство «орлов» не стало продлевать контракт и Кадете стал свободным агентом. Он долго не мог найти клуб и даже решил завершить карьеру, но затем передумал и вскоре шотландский «Партик Тисл» тренер, которого Мартин О'Нил знал нападающего по выступлениям за «кельтов» предложил Кадете контракт. 22 февраля в матче против своего бывшего клуба «Селтик» он дебютировал за новый клуб. Дебют оказался смешанным, так как болельщики «зелёных» начали освистывать своего бывшего нападающего. Кадете выступал очень слабо и вскоре покинул команду. После неудачных попыток устроиться в Катаре, Японии и низших дивизионах шотландской лиги он вернулся на родину, где несколько лет выступал за полупрофессиональные команды «Пиньялновеншу» и «Сан Маркош». В 2007 году Кадете завершил карьеру.

## Международная карьера
29 августа 1990 года в товарищеском матче против сборной Германии Кажете дебютировал за сборную Португалии. 20 февраля 1991 года в поединке отборочного раунда Чемпионата Европы 1992 против сборной Мальты он забил свой первый гол за национальную команду. В 1996 году Кадете в составе сборной поехал на Чемпионат Европы в Англию. На турнире он сыграл в двух матчах против команд Турции и Чехии.

### Голы за сборную Португалии
| #   | Дата            | Место                                | Противник | Счёт | Результат | Соревнование                             |
| --- | --------------- | ------------------------------------ | --------- | ---- | --------- | ---------------------------------------- |
| 01. | 20 февраля 1991 | Эштадиу даш Анташ, Порту, Португалия | Мальта    | 5:0  | 5:0       | отборочный турнир чемпионата Европы 1992 |
| 02. | 28 апреля 1993  | Эштадиу да Луш, Лиссабон, Португалия | Шотландия | 2:0  | 5:0       | отборочный турнир чемпионата мира 1994   |
| 03. | 28 апреля 1993  | Эштадиу да Луш, Лиссабон, Португалия | Шотландия | 5:0  | 5:0       | отборочный турнир чемпионата мира 1994   |
| 04. | 19 июня 1993    | Эштадиу ду Бешша, Порту, Португалия  | Мальта    | 1:0  | 1:0       | отборочный турнир чемпионата мира 1994   |
| 05. | 15 ноября 1995  | Эштадиу да Луш, Лиссабон, Португалия | Ирландия  | 3:0  | 3:0       | отборочный турнир чемпионата Европы 1996 |

## Достижения
Командные
 «Спортинг»
- Обладатель Кубка Португалии — 1995

Индивидуальные
- Лучший бомбардир чемпионата Португалии — 1993
- Лучший бомбардир Лучший бомбардир шотландской Премьер лиги — 1997